# Tephrina supergressa
Tephrina supergressa là một loài bướm đêm trong họ Geometridae.